# Gail Brion
Gail Montgomery Brion es una inventora, una profesora de ingeniero civil, y la director de Laboratorios de Investigación y Formación Ambiental (ERTL) en la Universidad de Kentucky. Ella es una experta en enfermedadas transmitidas por el agua. Ella trabaja para introducir y mantener sistemas de aqua de alta calidad en regiones rurales.